# Procrangonyx japonicus
Procrangonyx japonicus is een vlokreeftensoort uit de familie van de Pseudocrangonyctidae. De wetenschappelijke naam van de soort is voor het eerst geldig gepubliceerd in 1930 door Uéno.